# Regina Stötzel
Regina Stötzel (* 1969) ist eine deutsche Journalistin. Sie leitet gemeinsam mit Uwe Sattler, Wolfgang Hübner und Ines Wallrodt die linke Tageszeitung nd (ehemals „Neues Deutschland“).

## Leben
Regina Stötzel studierte Germanistik, Geschichte und Kunstgeschichte in Marburg. Danach arbeitete sie beim Bund demokratischer Wissenschaftlerinnen und Wissenschaftler (BdWi) und bei der Rosa-Luxemburg-Stiftung. Beim BdWi gab sie einen Sammelband über Globalisierung als „Projekt der Ungleichheit“ heraus. Später war sie fast ein Jahrzehnt Inlandsredakteurin der Wochenzeitung Jungle World, seit 2010 Redakteurin beim »nd«. Aktuell leitet sie dort das Ressort „nd.DieWoche“, das die Wochenendausgabe erstellt und ist Teil der Redaktionsleitung.

## Veröffentlichungen
- Regina Stötzel (Hg.): Ungleichheit als Projekt. Globalisierung – Standort – Neoliberalismus, Marburg 1998, ISBN 3-924684-82-0.